# Jang Eui-soo
Đây là một tên người Triều Tiên, họ là Jang.
Jang Eui-soo (Hangul: 장의수, sinh ngày 22 tháng 1 năm 1990) là một nam diễn viên và người mẫu người Hàn Quốc. Anh được biết đến rộng rãi qua bộ phim Nơi ánh mắt anh dừng lại (2020).

## Sự nghiệp
Jang Eui-soo bắt đầu sự nghiệp người mẫu vào năm 2008. Anh tham gia vào nhiều chiến dịch quảng cáo lẫn video âm nhạc (MV).
Eui-soo tham gia diễn xuất lần đầu tiên vào năm 2012 trong bộ phim truyền hình Phẩm chất quý ông, tiếp đến là hai bộ phim điện ảnh năm 2015 Trận tử chiến ở Yeonpyeong (Northern Limit Line), và Người yêu tôi là ai?.
Năm 2020 là bước ngoặt trong sự nghiệp của Eui-soo khi lần đầu tham gia đóng chính trong một bộ phim BL, Nơi ánh mắt anh dừng lại, cùng với Han Gi-chan. Bộ phim gây tiếng vang đã mang lại cho anh nhiều lời khen cũng như sự công nhận.

## Phim ảnh

### Phim truyền hình
| Năm  | Tên phim                             | Vai            | Kênh          | Ghi chú            | Tham khảo   |
| ---- | ------------------------------------ | -------------- | ------------- | ------------------ | ----------- |
| 2012 | Phẩm chất quý ông                    | -              | SBS           |                    |             |
| 2018 | Dokgo Rewind                         | Viki           |               |                    |             |
| 2018 | Người cha tồi (Bad Papa)             | Sang Cheol     | MBC           |                    |             |
| 2019 | Thám tử đọc tâm (He Is Psychometric) | Lee Seung-yong | tvN           |                    | [ 5 ]       |
| 2019 | Jal Pa Gin Love                      | Shi Ran-ho     | tvN           | Vai chính          |             |
| 2020 | Memorist                             | Park Sung-beom | tvN           | Khách mời, tập 1   |             |
| 2020 | Nơi ánh mắt anh dừng lại             | Kang-gook      | Viki          | Vai chính          | [ 6 ]       |
| 2020 | Kiss Goblin                          | Exorcist       | Naver TV Cast |                    |             |
| 2020 | Mr. Heart                            |                | Viki          | Khách mời, tập 2   |             |
| 2020 | Tell Me You've Changed               | Seok Jin       |               | Vai chính          |             |
| 2021 | Oh My Ladylord                       | Park Gun-Ho    | MBC           |                    | [ 7 ]       |
| 2021 | Scripting Your Destiny               | Kim Cheol Su   | TVING         | Khách mời, tập 8-9 |             |
| 2021 | Nobleman Ryu's Wedding               | Kim Tae Ho     |               |                    | [ 8 ] [ 9 ] |
| 2021 | Next Door Witch J                    | Lee Tae Kyung  | Watcha        |                    | [ 10 ]      |
| 2021 | My Sweet Dear                        | Viki           | Choi Jung-woo | Vai chính          | [ 11 ]      |

### Phim điện ảnh
| Năm  | Tên                                      | Vai diễn       | Tham khảo |
| ---- | ---------------------------------------- | -------------- | --------- |
| 2015 | Northern Limit Line                      | Kim Myeon-soo  |           |
| 2015 | Người yêu tôi là ai?                     | Woo-jin (#106) |           |
| 2020 | Dragon Inn Part 1: The City of Sadness   | Seung Jin      |           |
| 2021 | Dragon Inn Part 2: The Night of the Gods | Seung Jin      |           |

## Danh sách đĩa nhạc

### Đĩa đơn
| Năm  | Ca khúc                  | Album                    |
| ---- | ------------------------ | ------------------------ |
| 2021 | "안녕 나야" (Hello baby) | My Sweet Dear OST Part 2 |